# Ausacker
Ausacker település Németországban, Schleswig-Holstein tartományban. Lakosainak száma 513 fő (2023. december 31.). Ausacker Husby, Sörup, Mittelangeln (Gemeinde), Großsolt, Freienwill és Hürup községekkel határos.

## Népesség
A település népességének változása:
| Lakosok száma | 609  | 537  | 530  | 533  | 526  | 524  | 513  |
|               | 1975 | 2014 | 2017 | 2019 | 2021 | 2022 | 2023 |